# ققنوس (آلبوم ریتا اورا)
ققنوس (به انگلیسی: Phoenix) دومین آلبوم استودیویی از هنرمند بریتانیایی ریتا اورا می‌باشد که در ۲۳ نوامبر سال ۲۰۱۸ از سوی آتلانتیک رکوردز انگلیس منتشر شد.